# وريد شرسوفي سفلي
الوريد الشرسوفي السفلي هو وريد ينشأ من الوريد الشرسوفي العلوي، ويقوم بتصريف الدم إلى الوريد الحرقفي الظاهر. يرافق الوريد على طول مساره الشريان الشرسوفي السفلي.

## صور إضافية

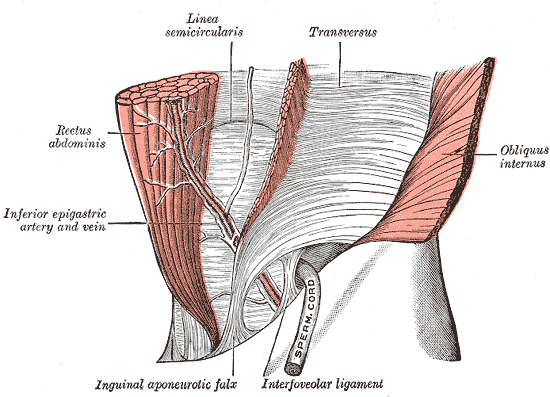
رباط بين النقيرات (من الأمام).
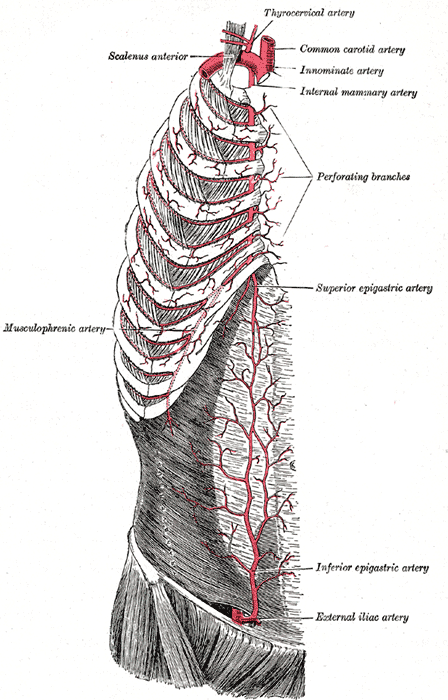
الشريان الثديي الغائر وتفرعاته.
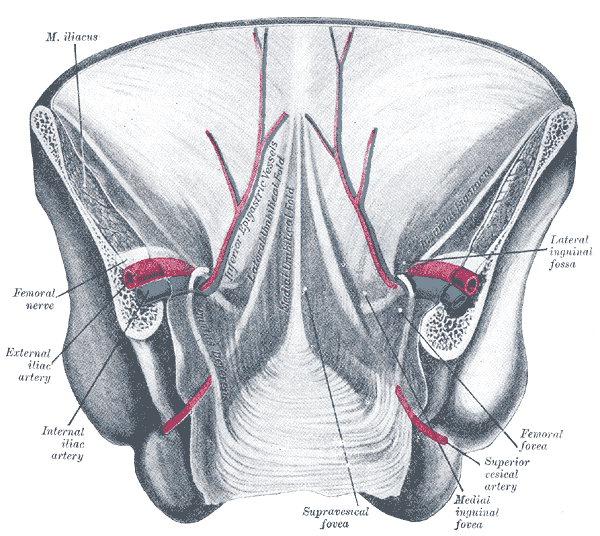
منظر خلفي للجدار البطني الأمامي في النصف السفلي.

## وصلات خارجية
- قالب:موضوع غرايز - "شريان حرقفي ظاهر"
- صور تشريحية:35:12-0105 في مركز داونستيت الطبي التابع لجامعة نيويورك - "جدار البطن الأمامي: الأوعية الدموية في الغمد المستقيم"
- أشكال تشريح صني 35:04-07 - "أجزاء ومحتويات الغمد المستقيم."